# 레이크프론트 아레나
레이크프론트 아레나(영어: Lakefront Arena)는 미국 루이지애나주 뉴올리언스에 위치한 실내 경기장이다.